# 弯肢溪蟹
弯肢溪蟹（学名：Potamon flexum）为溪蟹科溪蟹属的动物。在中国大陆，分布于广西等地，主要生活于海拔约800 米的山溪石块下。